# Walter Wild
Walter Gustav Wild (Zurigo, 13 ottobre 1872 – 16 dicembre 1953) è stato un calciatore e dirigente sportivo inglese della fine del XIX secolo e il primo presidente del Futbol Club Barcelona.

## Presidenza
Figurava tra i dodici fondatori del Futbol Club Barcelona, che fu costituito dopo una riunione al gimnasio Solé di Barcellona il 29 novembre 1899. Eletto presidente del nuovo sodalizio su richiesta di Hans Gamper, il quale aveva convocato la riunione e lo aveva scelto per ragioni di anzianità, Wild rimase a capo del club fino al 25 aprile 1901. Fino a questa data la sua casa nella calle Princesa di Barcellona diventò la sede provvisoria del club.
L'8 dicembre 1899 partecipò come giocatore alla prima partita nella storia del FC Barcelona, che affrontò in dieci uomini una selezione di giocatori inglesi residenti nella Ciudad Condal e poi vittoriosi per 1-0. Come calciatore disputò 10 partite nel ruolo di difensore. Della sua presidenza si ricordano gli sforzi compiuti per dotare il club di un campo proprio, quello dell'Hotel Casanovas.
Wild fu rieletto in tre assemblee dal 13 dicembre 1899 al 27 dicembre 1900. Si dimise il 25 aprile 1901 per ragioni di lavoro che lo costringevano a tornare nel suo paese. Fu presidente del Barcellona per 513 giorni. Nello stesso giorno delle sue dimissioni la giunta generale del club lo nominò socio onorario insieme al compagno di squadra Otto Maier per omaggiare il lavoro svolto.

## Ritorno a Barcellona
Quasi mezzo secolo dopo, nel 1949, al club arrivò una lettera dell'ex presidente Walter Wild, il quale si domandava da Londra se l'entità formata da lui, Gamper e altri nel 1899 esistesse ancora. Il direttivo dell'epoca, guidato da Agustí Montal i Galobart, lo invitò ad assistere alle celebrazioni per il cinquantesimo anniversario della fondazione. Messo piede nello stadio, Wild ricevette un lungo applauso del pubblico del Campo de Les Corts e, visibilmente emozionato, commentò che aver presenziato alla cerimonia per i cinquant'anni del club rappresentava la gioia più grande della sua vita.